# Miguel Ángel Tirado
Miguel Ángel Tirado Vinués (Zaragoza, 13 de noviembre de 1949), más conocido por su personaje humorístico Marianico el Corto, es un humorista español.
Miguel Ángel Tirado se popularizó con el personaje de Marianico el Corto, una parodia de hombre de campo aragonés, participando en concursos de humor de televisión como No te rías que es peor. Ha tomado parte en muchos programas de radio y televisión y en numerosas galas y eventos.

## Biografía
Tirado nació en el barrio de Torrero de Zaragoza en Aragón, España, el 13 de noviembre de 1949. Está casado y tiene cuatro hijos. 
En 1982 comienza su carrera artística participando en el programa 5.º Programa de Radio Zaragoza y empieza a realizar actuaciones en los establecimientos Pub New York y en el café Variedades de esa ciudad, hasta 1985. Desde 1986 hasta 1989 actúa en el Teatro Lido y ese mismo año participa en los programas de Televisión Española "Directo en la Noche" y "Si lo sé no vengo", participando también en diversos programas matinales.
En 1990 se hace muy popular por su participación en el concurso de humor "No te rías que es peor" en el que estaría hasta 1993. Al año siguiente participa junto a Raffaella Carrà en "¡Hola Raffaella!" en esa misma cadena.
Pasa a Telecinco donde forma parte del elenco de los programas "Muchas Gracias" y "Sonría, por favor" y entre 1996 y 1999 colabora en los programas de TVE "Grand Prix del verano" y "¿Qué apostamos?".
Entre 1995 y 1996 participa en la revista musical "Los reclutas piden guerra" y entre 1998 y 1999 lo hace en la obra "Esta fonda es la monda" producida por el Grupo Baluarte Aragonés. Con este mismo grupo teatral hizo en los años 2000 y 2001 la comedia musical "La Alcaldía... ¡Va Bien!". Dos años después hicieron "Un fantasma en los Monegros" y luego "Un cubano en la familia" y "Cuarenta años y en casa". En el año 2009 participó en "Un maño en Nueva York".
En 2010 participó en Tensión sexual no resuelta, interpretando a un estricto profesor de teatro.
En 2013 empezó a coopresentar el programa de Aragón TV Me gusta Aragón junto a Adriana Abenia. El programa alcanzó buena audiencia, superando el 20% de cuota.
En 2020 produjo y estrenó en la cadena autonómica aragonesa la serie El último show, una comedia dramática en la que Tirado interpreta una versión ficticia de sí mismo.
Ostenta el premio Zangalleta otorgado por la asociación de Disminuidos Físicos de Aragón en el año 2000.

## "Marianico el corto"
El personaje de Marianico el Corto nace de la identificación de Tirado con el hombre de campo. El nombre de Marianico, diminutivo en algunos lugares de España de Mariano, tiene su origen en el nombre de su abuelo y en la escasa estatura del actor,  160 cm. La característica de la estatura da el diminutivo y el apodo de "el Corto". 
Marianico el Corto va ataviado a la típica usanza de campo maño, camisa blanca, chaleco, faja roja y boina. La forma de hablar, con acento de Aragón, complementa el personaje humorístico arraigado en el sentir de la región y su forma de percibir el mundo.
La identificación con el "ser" de la tierra aragonesa, es fruto de la observación de los trabajos desarrollados por Miguel Ángel Tirado a lo largo de su vida, desde las estancias en Perdiguera en los Monegros, donde veraneaba de niño hasta los trabajos de maestro y vendedor de electrodomésticos con los cuales recorrió buena parte de la geografía de su tierra aragonesa.